# HubMed
HubMed es una interfaz alternativa a PubMed, la base de datos de literatura biomédica producida por la Biblioteca Nacional de Medicina . Transforma datos de PubMed y los integra con datos de otras fuentes. Las características incluyen resultados de búsqueda clasificados por relevancia, exportación directa de citas, etiquetado y visualización gráfica de artículos relacionados.